# 1. Deutsches Bratwurstmuseum
Koordinaten: 51° 11′ 43″ N, 10° 23′ 48″ O
Das 1. Deutsche Bratwurstmuseum ist ein Themenpark und Museum zum Thema Bratwurst, vor allem der Thüringer Rostbratwurst, in Mühlhausen/Thüringen. Freizeitpark und Museum wurden im Mai 2006 in Holzhausen bei Arnstadt eröffnet, im April 2020 geschlossen und im August 2023 in Mühlhausen/Thüringen neu eröffnet.

## Historie

### Anfänge in Holzhausen

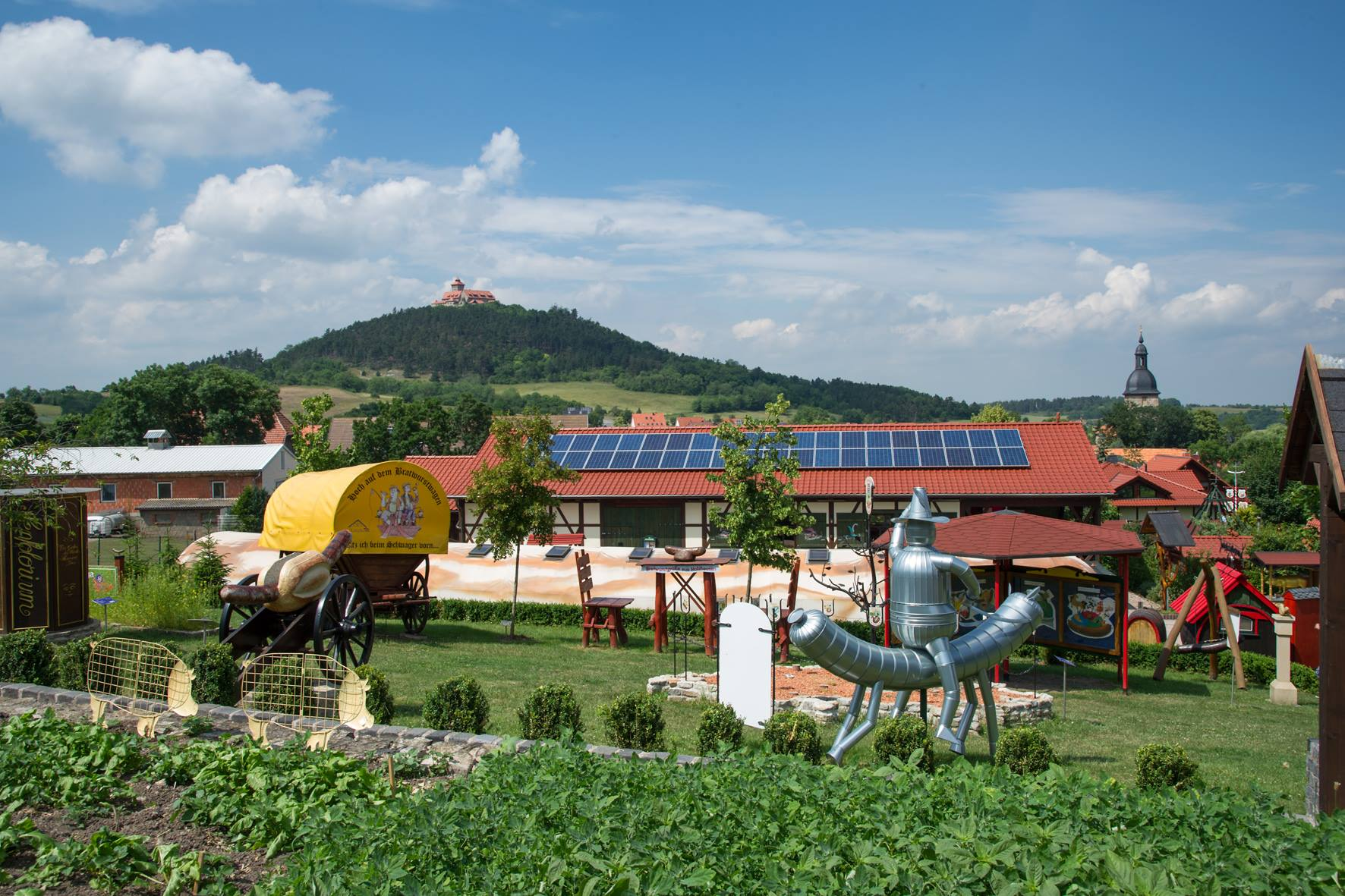
Areal am alten Standort Holzhausen, unterhalb der Wachsenburg, 2019

Das 1. Deutsche Bratwurstmuseum wurde am 28. Mai 2006 in Holzhausen, einem Ortsteil der Gemeinde Amt Wachsenburg im Ilm-Kreis, 6 km von Arnstadt, eröffnet. Die ideelle Trägerschaft liegt seit der Gründung beim Verein Freunde der Thüringer Bratwurst e. V. Im Museum waren Informationen über Schweinerassen, Fleisch- und Wurstverarbeitung, Rezepturen sowie Geräte zur Schlachtung und Herstellung der Thüringer Bratwurst zusammengetragen. Kernstück ist die nachweisliche Ersterwähnung der Bratwurst am 20. Januar 1404 in einer Abrechnung des Johann von Siebeleben, Propst des später in der Reformation aufgehobenen Walpurgisklosters von Arnstadt. In dieser Urkunde heißt es, man habe „1 gr vor darme czu brotwurstin“ (1 Groschen für Bratwurstdärme) ausgegeben.
Im Januar 2008 wurde die Ausstellung um den Nachbau einer klösterlichen Küche sowie einer Propstei, wie man sie sich 1404 in Arnstadt hätte vorstellen können, erweitert. Ferner war der Modellentwurf der Thüringer Kirmes, die eine Attraktion der Weltausstellung in Brüssel 1910 war, im Miniaturformat nachgebaut. Auf 72 m² war seinerzeit eine authentische Thüringer Kirmes mit Festplatz, Fachwerkhäusern und dem Bratwurstesser als charakteristischer Symbolfigur zum Leben erweckt worden. Der Originalentwurf des Bildhauers Reinhard Möller mit lebensgroßen Figuren befindet sich im Deutschen Spielzeugmuseum in Sonneberg.
Im November 2008 erhielt das Museum den mit 8000 Euro dotierten Thüringer Marketingpreis für Tourismus 2008 des Ministeriums für Wirtschaft, Technologie und Arbeit.
In den 15 Jahren seines Bestehens zog es mit der Ausstellung und Veranstaltungen über 800.000 Besucher in den kleinen Ort unterhalb der Wachsenburg. Durch die hohen Besucherzahlen von etwa 50.000 pro Jahr kam die Infrastruktur des Museumsstandortes an ihre Grenzen und das Museum suchte einen neuen Standort. Am 1. April 2020 wurde der Museumsbetrieb in Holzhausen eingestellt.

### Umzug nach Mühlhausen/Thüringen

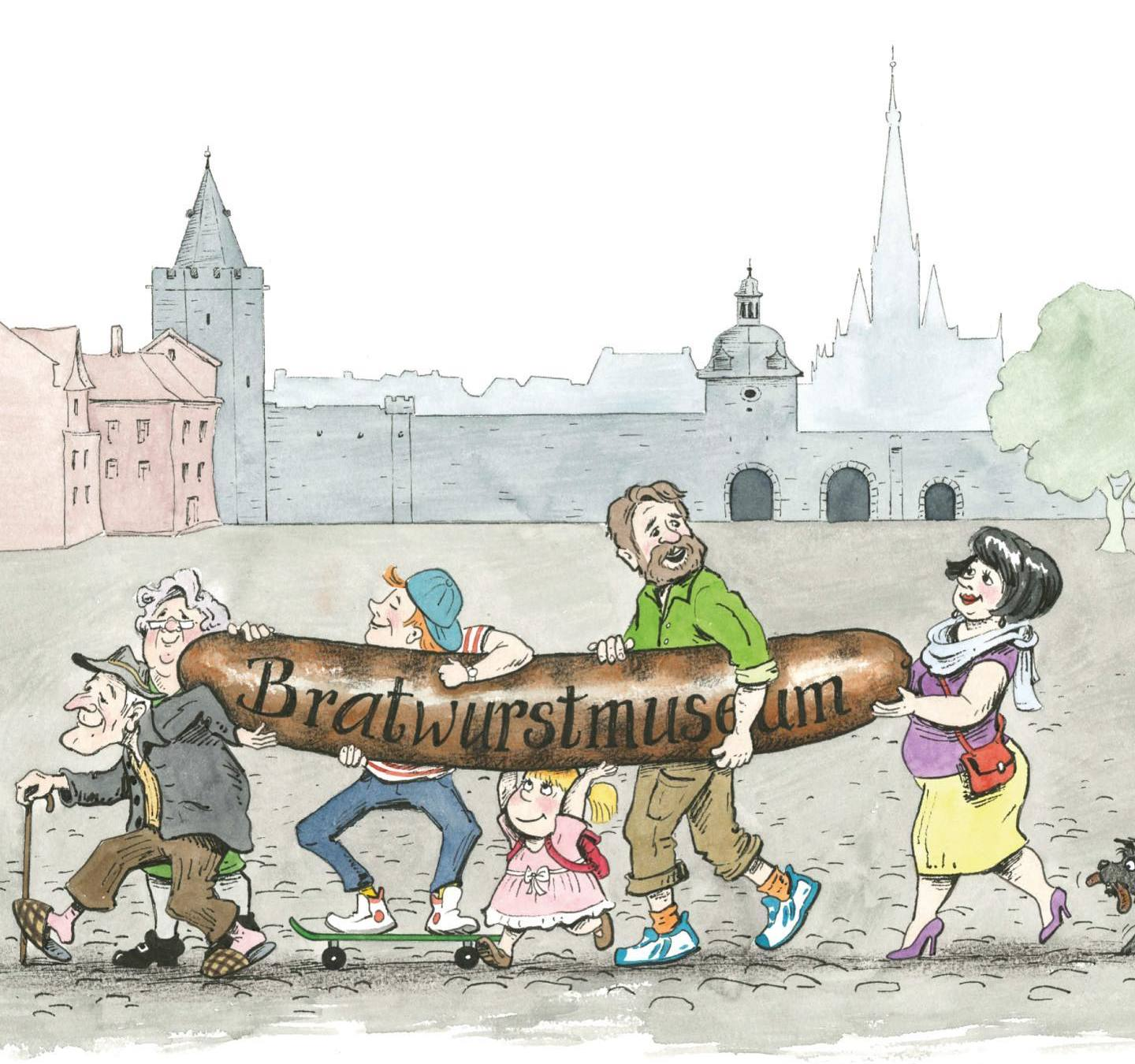
Grafik zum Umzug ins thüringische Mühlhausen

Ursprünglich war als neuer Standort des Museums das Gelände des früheren KZs Martha II, eines Außenlagers des KZs Buchenwald, vorgesehen. Nach Protesten von verschiedenen Seiten, u. a. von Josef Schuster, dem Präsidenten des Zentralrates der Juden in Deutschland, wurden die Planungen jedoch fallengelassen. Der private Investor sowie die Stadt Mühlhausen gaben an, die Geschichte des Geländes nicht gekannt beziehungsweise nicht richtig eingeschätzt zu haben. Als neuer Standort wurde ein 3,7 Hektar großes Areal am Mühlhäuser Stadtwald im Südwesten der Stadt gewählt. Das Grundstück in Mühlhausen ist vier Mal so groß wie das alte in Holzhausen. 
Die Grundsteinlegung für den Neubau erfolgte am 20. Januar 2020. Ursprünglich sollte das Museum im Mai 2020 eröffnet werden. Verzögerungen des Bauablaufes durch den durchfeuchteten Untergrund und die Covid-19-Pandemie machten eine Zwischenlösung erforderlich. Darum wurde ein „Bratwurstmuseum unterwegs“ im Hotel Mühlhäuser Hof in der Mühlhäuser Innenstadt eingerichtet. Freizeitpark und Museum wurden am 16. August 2023 neu eröffnet.

## Medienpräsenz
Das Museum als regionale Touristenattraktion ist immer wieder Gegenstand überregionaler Berichterstattung. So führte es die ARD im September 2006 in Deutschlands skurrilste Museen auf. Der MDR drehte am 29. Juni 2007 vor Ort für die Sendung Die mitteldeutsche Museumsnacht, ausgestrahlt im Thüringer Regionalprogramm am 12. Juli 2007.